# ChampdAction
ChampdAction is een Belgisch hedendaags muziekensemble en interdisciplinair ontwikkelings- en productieplatform dat artiesten ondersteunt.

## Geschiedenis
ChampdAction werd in 1988 opgericht door de Belgische Componist Serge Verstockt als hedendaags muziekensemble. Er was volgens Verstockt eind jaren 80 in België een tekort aan ensembles die hedendaagse muziek uitvoerden. De focus van ChampdAction lag van in het begin op het maken van creaties en het gebruik van nieuwe technologie. Ook het uitvoeren van Vlaamse avant-garde muziek was belangrijk. Zo voerde ChampdAction veel van de muziek van  Karel Goeyvaerts en Luc Brewaeys uit, en maakte hier ook cd's van. Een belangrijk moment in de geschiedenis van ChampdAction was 1993, toen Antwerpen Culturele hoofdstad van Europa was. ChampdAction en Serge Verstockt kregen verschillende compositieopdrachten en bracht hun carrière in een stroomversnelling.
Serge Verstockt trok zich in 1997 terug als artistiek leider, maar bleef als artiest wel nauw verbonden aan het ensemble.  Sinds 2003 is hij weer artistiek directeur van ChampdAction en staat in voor de grote artistieke lijnen. Hiernaast realiseert hij als huisartiest nog zijn eigen projecten in samenwerking met ChampdAction, zoals de drumcompositie DRIE in 2007 de 'trashopera' Hold your horses (première 2013 in deSingel), HRZSCHMRZ (première 2015 in Ancienne Belgique) en Canticum Canticorum in 2018, ook in samenwerking met Collegium Vocale Gent en muziektheater Transparant.
Doorheen de jaren veranderde  ChampdAction van een muziekensemble tot een interdisciplinair ontwikkelings- en productieplatform. De huidige werking van de organisatie richt zich, naast het maken van eigen creaties en samenwerkingsprojecten met kunstenaars, organisaties en scholen op het uitnodigen van een steeds groter wordende groep van 'artists in residence'; makers, ensembles en uitvoerders uit de muziek, geluidskunst, videokunst of beeldende kunst die een interdisciplinair kunstproject willen uitwerken. Ze begeleidt de artiesten door hun projecten van de ontwikkelingsfase tot afgewerkte productie te ondersteunen, zowel artistiek, zakelijk, productioneel, technisch als promotioneel. Met sommige artiesten beperkt de samenwerking zich tot een enkel project, soms spant de samenwerking over jaren. De 'artists in residence' voor de seizoenen 2018-2019 en 2019-2020 zijn onder meer Lyenn, Serge Verstockt, Nico Couck, Hans Beckers, Maarten Buyl, Tsubasa Hori en de Tiptoe Company.

## ChampdAction.Studio
ChampdAction resideert in het gebouw van deSingel in Antwerpen, waar de organisatie zelf sinds 2006 'artiest in residentie' is. Daar betrekken ze de voormalige studio van Radio 2 Antwerpen.
In deze studio kunnen uitgenodigde artiesten en jonge makers nieuwe technologische mogelijkheden uittesten. Tevens gebruikt ChampdAction de studio om opnames te maken. Ze herwerken ook technisch moeilijke muziekstukken uit het verleden aan de hand van nieuw beschikbare technologie.

## ChampdAction.LAbO
Binnen het kader van de International Summerschool van deSingel, ontwikkelde ChampdAction het project ChampdAction.LAbO. Hier krijgen jonge makers de kans om in samenwerking met coaches en andere kunstenorganisaties een artistiek traject te doorlopen, met de nadruk op interdisciplinaire creatie en het gebruik van nieuwe technologie.
De eerste editie was in 2007 met studenten van het conservatorium van Antwerpen. Sindsdien werd het laboratorium tweejaarlijks georganiseerd, en vanaf 2017 jaarlijks.

## Geselecteerde projecten en samenwerkingen
- 2007: DRIE - Serge Verstockt . ChampdAction[4]
- 2013: Hold your Horses . Grand Opéra de Trash in 27 bedrijven - Serge Verstockt . ChampdAction[5]
- 2015: HRZSCHMRZ - Serge Verstockt . ChampdAction[6]
- 2018: Canticum Canticorum - Serge Verstockt, ChampdAction, Collegium Vocale Gent & Muziektheater Transparant[7]
- 2020: Vokal Trakt - LYENN & ChampdAction[12]

## Geselecteerde discografie
- 1992: Champ D'Action Plays Karel Goeyvaerts – MDC 7877
- 1994: Quincunx – MDC 7869
- 1999: An Introduction To Luc Brewaeys – MDC 7827/28
- 1999: Screens - Serge Verstockt / Werner Van Dermeersch / ChampdAction
- 2005: Techno Park - After Closing Time (For 8 Players)
- 2005: Piano Interieur - Works For The Inside Of A Piano
- 2010: Luc Brewaeys – KTC 1408
- 2014: 64-Feet – Miniatures